# Wellendorf (Suhlendorf)
Wellendorf ist ein Ortsteil der Gemeinde Suhlendorf in der Samtgemeinde Rosche im niedersächsischen Landkreis Uelzen.
Bis 1972 war Wellendorf eine eigenständige Gemeinde. Sie wurde im Zuge der Kreisreform ein Teil der Samtgemeinde Rosche (Suhlendorf).

## Geographie
Wellendorf liegt in der Talsenke des Wellendorfer Grabens an der Bundesstraße 71 zwischen Schlieckau im Westen und Groß Ellenberg im Osten. Aus dem Ort verläuft eine Straße nach Gavendorf (Wrestedt) im Süden.
Südöstlich liegt das 12 ha große Naturschutzgebiet Schwarzes Moor bei Gavendorf Östlich des Ortes hat der Kroetzer Bach, ein linker Nebenfluss des Wellendorfer Grabens, seine Quelle.

## Geschichte

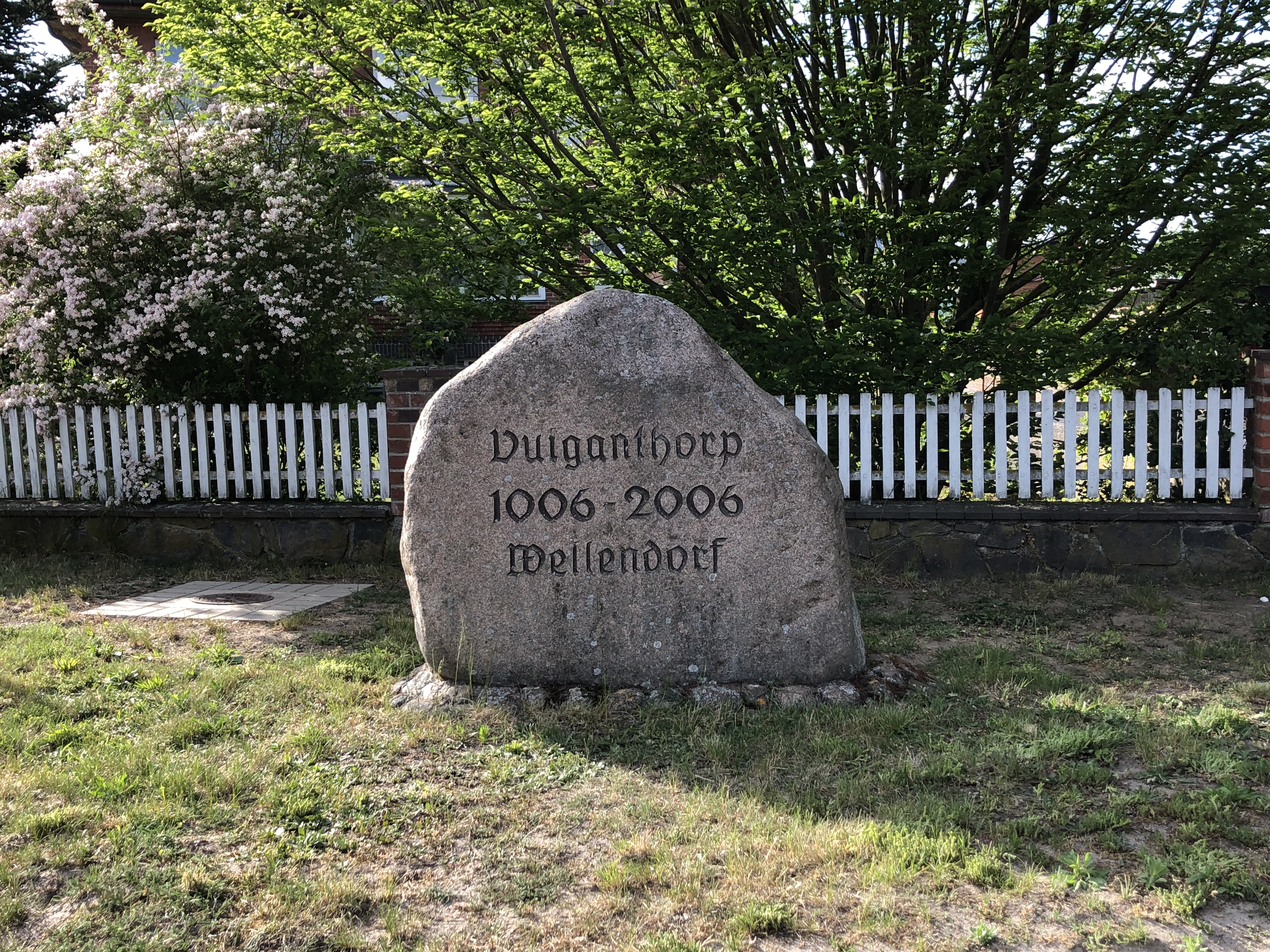
Findling im alten Ortskern

Die erste historische Erwähnung findet die Ortschaft in einer Bestätigungsurkunde der Güter des Klosters Oldenstadt vom 2. März 1006.
Im Jahr 2006 wurde Wellendorf 1000 Jahre alt. Zu diesem Anlass wurde eine Dorfchronik erstellt, die viele Informationen zur Geschichte der Ortschaft enthält.

## Ortsname
Der Ortsname Wellendorf, früher „Vuiganthorp“ entstand wahrscheinlich aufgrund der Merkmale der natürlichen Umgebung. Dabei bedeutet „Vuigan“ bzw. „Wigen“ wegen der örtlichen Bodenbeschaffenheit „Wellen“. Die Silbe „Thorp“ ist die Bezeichnung für eine Hofstelle. Diese Hofstelle ist im Laufe der Zeit zu einem Anwesen herangewachsen, die zu einem Dorf wurde.

## Infrastruktur

### Straßenverkehr, Radwege, Personennahverkehr
Die Bundesstraße 71 verläuft in Ost-West-Richtung direkt durch die Ortschaft. Die Straße verbindet die Hansestadt Uelzen und Salzwedel. Von der Bundesstraße im Ort führt die Kreisstraße 5 nach Gavendorf. Der Ortsteil ist über zahlreiche Gemeindestraßen mit den umliegenden Ortschaften verbunden.
Entlang der Bundesstraße ist zwischen der Hansestadt Uelzen und Salzwedel ein Radweg offiziell ausgewiesen.
Die Gemarkung Wellendorf ist durch eine weite Agrarlandschaft mit vereinzelten Waldflächen geprägt. Fernab von erheblichen Lärmquellen durch Gewerbe/Industrie oder die Landschaft zerschneidende Autobahnen ergibt sich ein ruhig-ländlicher Landschaftsraum.
Das Angebot des öffentlichen Personennahverkehrs besteht aus dem Linienbusverkehr zwischen der Hansestadt Uelzen und Suhlendorf mit zwei Bushaltestellen an der Bundesstraße sowie dem Schulbusverkehr, der eine weitere Bushaltestelle anfährt.
Durch die Bußgeldstelle des Straßenverkehrsamtes des Landkreises Uelzen wurde an der Bundesstraße innerorts eine Geschwindigkeitsmesssäule aufgestellt.

### Ver- und Entsorgung
Die Celle-Uelzen Netz GmbH betreut die örtlichen Strom-, Erdgas-, Trinkwasser- und Abwassernetze. Die SVO Vertrieb GmbH ist als Strom-, Erdgas- und Trinkwasseranbieter tätig. Das Trinkwasser wird vom Wasserwerk Stadensen II mit einer Unterwasserpumpe aus bis zu 120 Meter tiefen Vertikalbrunnen gefördert. Die Reinigung des Abwassers erfolgt in der Kläranlage in Borg (Rosche).
Der Abfallwirtschaftsbetrieb des Landkreises Uelzen ist für die Abfallentsorgung zuständig. Durch den Abfallwirtschaftsbetrieb werden die Restabfalltonnen, die Komposttonnen und die gelben Werkstoftonnen jeweils alle 14 Tage abgefahren. Die Abholung von Sperrmüll wird einmal im Jahr in haushaltsüblichen Mengen (bis zu 5 m³) gebührenfrei angeboten. Am Entsorgungszentrum in Borg (Rosche) können auch weitere Abfälle selbst angeliefert werden. Zudem befinden sich in Wellendorf an der Bundesstraße zwei Altglassammelcontainer. Die Altpapierabfuhr wird von privaten Unternehmen durchgeführt.

### Kommunikation
Hörfunk (Radio) und Fernsehen werden über Sendemasten bzw. Satellit ausgestrahlt. Mit Hilfe einer Satelliten-Schüssel lassen sich Radio- und Fernsehprogramme empfangen.
Die Telekom Deutschland bietet in der Ortschaft die Telekommunikationsversorgung, die Festnetz- und Internetanschlüsse umfasst, an. Durch die Telekom erfolgt die Verlegung der Erdkabel, die Montage des Hausanschlusses und der Anschluss an das Netz der Deutschen Telekom.
Durch den Landkreis Uelzen erfolgte der Ausbau eines Glasfasernetzes. Das Netz wird von der Firma LüneCom betrieben.
Die drei großen Mobilfunknetzanbieter Telefónica Germany GmbH & Co. OHG, Telekom Deutschland GmbH und Vodafone GmbH versorgen die Ortschaft mit Mobilfunk.
Durch die Deutsche Post AG ist in Nähe des Feuerwehrhauses ein Postbriefkasten öffentlich zugänglich aufgestellt. Die nächstgelegene Postfiliale befindet sich in Rosche.
Von der Gemeinde Suhlendorf ist im Ort der offizielle Bekanntmachungskasten bereitgestellt. Alle Bekanntmachungen, z. B. von der Gemeinde Suhlendorf, der Samtgemeinde Rosche oder vom Landkreis Uelzen, die Wellendorfer Bürger betreffen, erfolgen laut Hauptsatzung der Gemeinde ortsüblich im Bekanntmachungskasten.

### Soziale Infrastruktur
Ein öffentlicher Spielplatz wurde von der Gemeinde Suhlendorf neben dem Sportplatz gebaut.
Die CJD-Kindertagesstätte Suhlendorf bietet im Auftrag der Gemeinde Suhlendorf eine pädagogische Betreuung für Kinder im Krippen- und im Kindergartenalter an.
Für Kinder vom Grundschulalter bis zu jungen Erwachsenen besteht im Jugendzentrum und durch die Jugendarbeit der Kirchengemeinde Suhlendorf ein weiteres Angebot. Die Betreuung erfolgt durch Diakone sowie Ehrenamtliche und projektbezogene Teamer. Die Finanzierung ist durch eine Kooperation der Gemeinde Suhlendorf, der evangelisch-lutherischen Marien-Kirchengemeinde Suhlendorf, dem Förderverein für Jugendarbeit der evangelisch-lutherischen Marien-Kirchengemeinde Suhlendorf e.V. und dem evangelisch-lutherischen Kirchenkreisamt Uelzen möglich.
Noch bis ins Jahr 1968 fand der Schulunterricht in der Schule in Wellendorf statt. Durch sinkende Schülerzahlen musste der Schulbetrieb eingestellt werden. Die beiden ehemaligen Schulgebäude befinden sich inzwischen in Privatbesitz. In der Grundschule „Mühlenschule Suhlendorf“ wird seitdem das Schulangebot im Primärbereich (Klasse 1–4) bereitgestellt. Weiterführende Schulangebote nach der Grundschule im Sekundarbereich I (Klasse 5–10) werden in der Oberschule „Schule an der Wipperau“ in Rosche, in der Kooperativen Gesamtschule „Drawehn-Schule“ in Clenze, in der Kooperativen Gesamtschule „Fritz-Reuter-Schule“ in Bad Bevensen und beim „Lessing-Gymnasium“ in Uelzen angeboten. Weiterführende Bildungseinrichtungen im Sekundarbereich II (berufsbildende Schulen, gymnasiale Oberstufe) befinden sich in Bad Bevensen, Ebstorf und Uelzen. In Suderburg beheimatet ist die Ostfalia Hochschule für angewandte Wissenschaften.
Eine medizinische Versorgung ist in Suhlendorf durch zwei Allgemeinmediziner in einer Praxis, einen Zahnarzt sowie eine Apotheke möglich. Das nächstgelegene Krankenhaus befindet sich in Uelzen.
Die Pflege und Betreuung von älteren und pflegebedürftigen Menschen wird unterstützend durch einen mobilen Pflegedienst zu Hause in gewohnter Umgebung sowie in der Tagespflege und im Alten- und Pflegeheim in Suhlendorf angeboten.
Wellendorf gehört der evangelisch-lutherischen Marien-Kirchengemeinde Suhlendorf an. Die Marien-Kirche und das Kirchenbüro befinden sich in Suhlendorf. Öffentliche Gottesdienste der evangelisch-lutherischen Marien-Kirchengemeinde Suhlendorf wurden bereits in die Friedhofskapelle nach Wellendorf verlegt.
Der Friedhof in Wellendorf wird von der Samtgemeinde Rosche unterhalten. Auf dem Gelände befindet sich neben dem Bestattungsort auch eine Kapelle und ein Glockenturm.

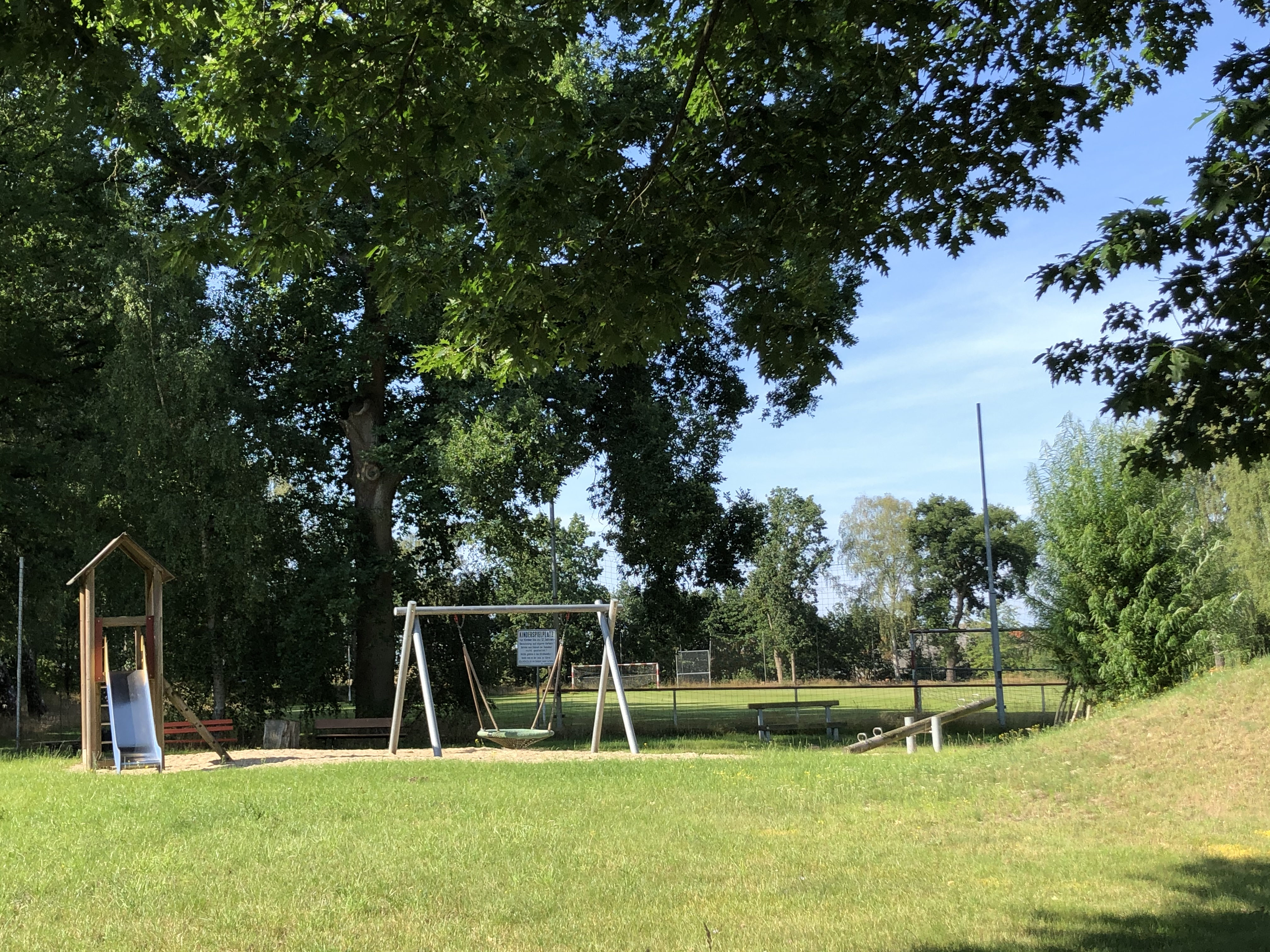
Öffentlicher Spielplatz
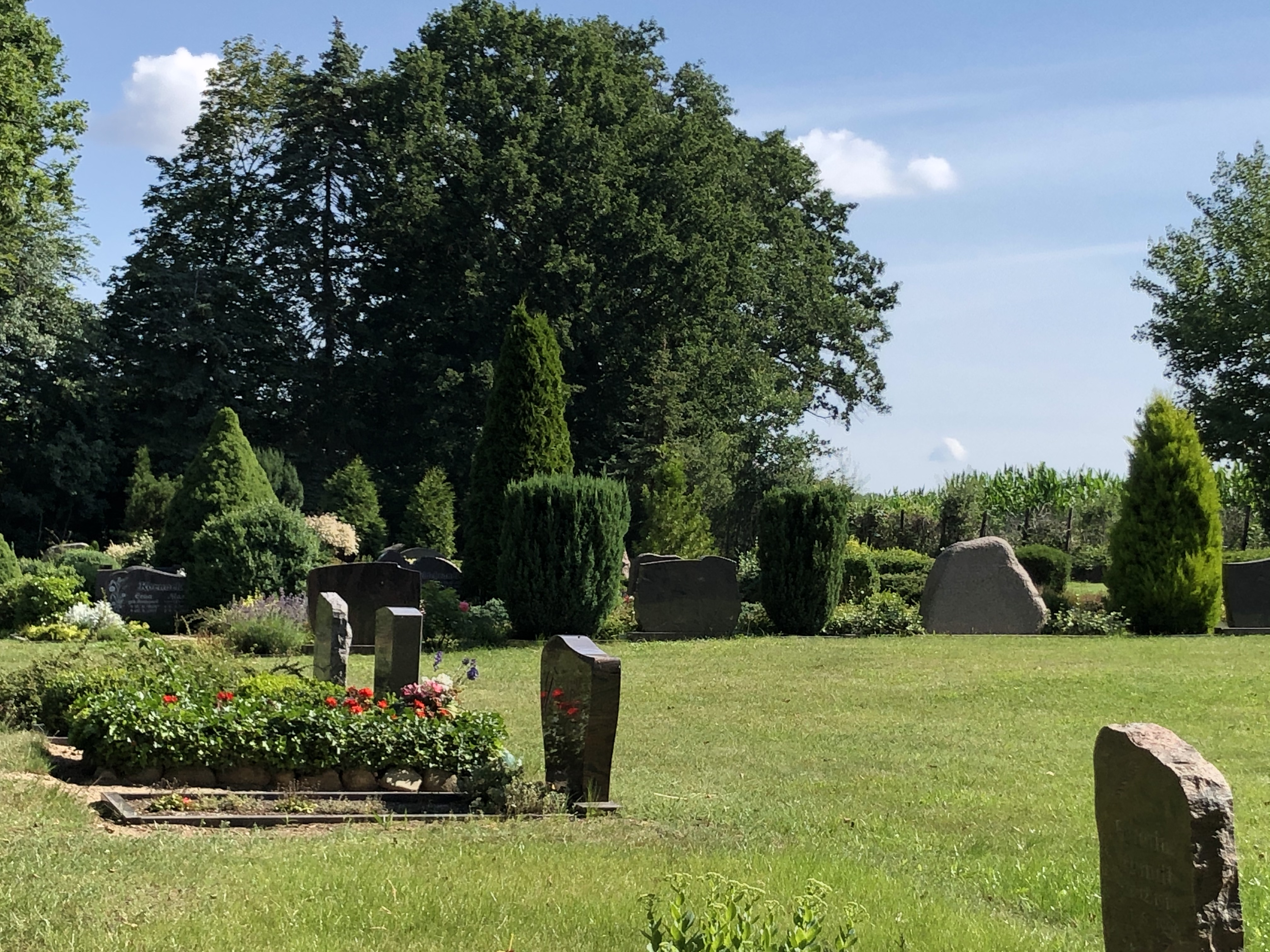
Friedhof Gräberfläche
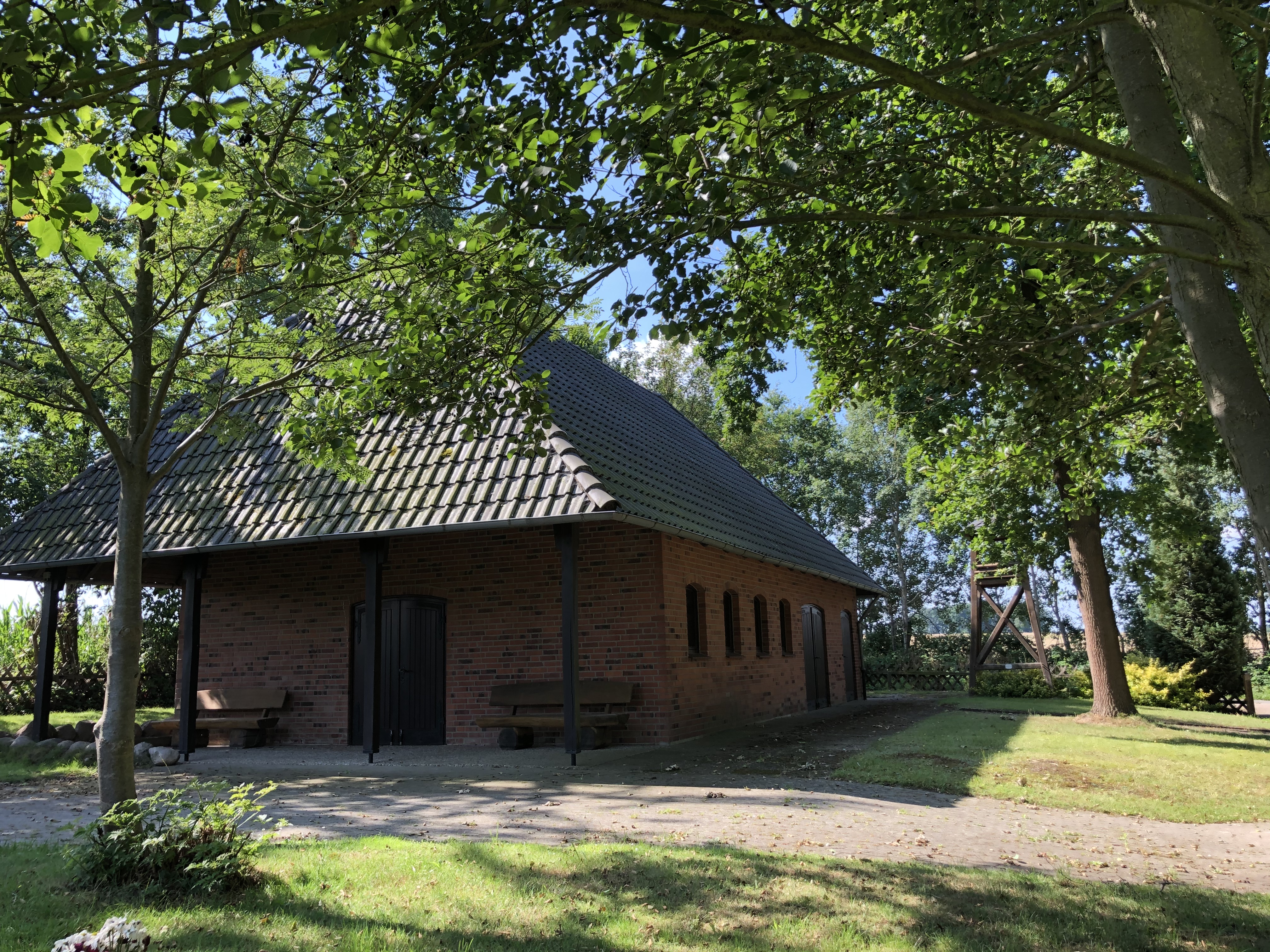
Friedhof Kapelle mit Glockenturm

## Vereine und Veranstaltungen
- Freiwillige Feuerwehr Wellendorf
Die Freiwillige Feuerwehr wurde 1910 gegründet und gehört der Samtgemeinde Rosche an. Im Ort befindet sich das Feuerwehrhaus sowie ein Übungsplatz. Die Einsatzabteilung nimmt an Feuerwehrleistungswettbewerben teil. Zudem richtet die Feuerwehr jedes Jahr ein Himmelfahrts-Wandern aus und organisiert die Aufstellung eines Tannenbaumes in der Mitte der Ortschaft.[26]
- Schützengilde Wellendorf von 1924 e. V.
Die Schützengilde ist ein Schießsportverein mit Schützenheim in Wellendorf mit den Disziplinen Luftgewehr, Kleinkaliber und Bogenschießen. Der Schützenverein veranstaltet jedes Jahr ein Schützenfest.[27][28]
- Sportverein Rot-Weiß Wellendorf von 1946 e. V.
Der Sportverein besteht aus den Sparten Damengymnastik, Fußball und Tischtennis. Zudem besteht eine Leichtathletikgemeinschaft mit drei weiteren Sportvereinen. Der Sportverein organisiert jedes Jahr ein Sportfest und einen Laternenumzug. Außerdem nimmt er das Deutsche Sportabzeichen ab.[29]
- Sozialverband Deutschland Ortsverband Wellendorf e. V.
Der Ortsverband wurde 1948 in Wellendorf gegründet. Seine Mitglieder können im Kreisbüro Uelzen die Möglichkeit einer Sozialberatung nutzen. Vom Ortsverband wurden in den umliegenden Gemarkungen mehrere Notfallbänke aufgestellt, die nicht nur Leben retten können, sondern auch zum Verweilen und Genießen der Landschaft einladen sollen.[30][31]
- Der Motor-Sport-Club (MSC) Team Tape e. V.
 Der MSC mit Sitz in Wellendorf wurde 2016 gegründet und nimmt an Roller-Motorsport-Rennen und Auto-Cross-Rennen teil.[32][33]
- BücherBus im Landkreis Uelzen e. V.
Der Bücherbus kommt alle drei Wochen zur Haltestelle „Am Feuerwehrhaus“.[34]
- Faslam
Bei einer Faslam-Schnorrertour durch den Ort wird traditionell mit bunter Verkleidung und viel Lärm von Haus zu Haus gezogen, um den Winter zu vertreiben. Die geschnorrten Lebensmittel werden anschließend gemeinsam verspeist.[35]
- Lebendiger Adventskalender
Der Lebendige Adventskalender der evangelisch-lutherischen Marien-Kirchengemeinde Suhlendorf findet jedes Jahr an einen Tag in Wellendorf statt.[36]
- Wellendorfer WeihnachtsWunder
Der Weihnachtsmarkt wird von den ortsansässigen Vereinen jährlich am zweiten Adventwochenende aufgebaut.[37]

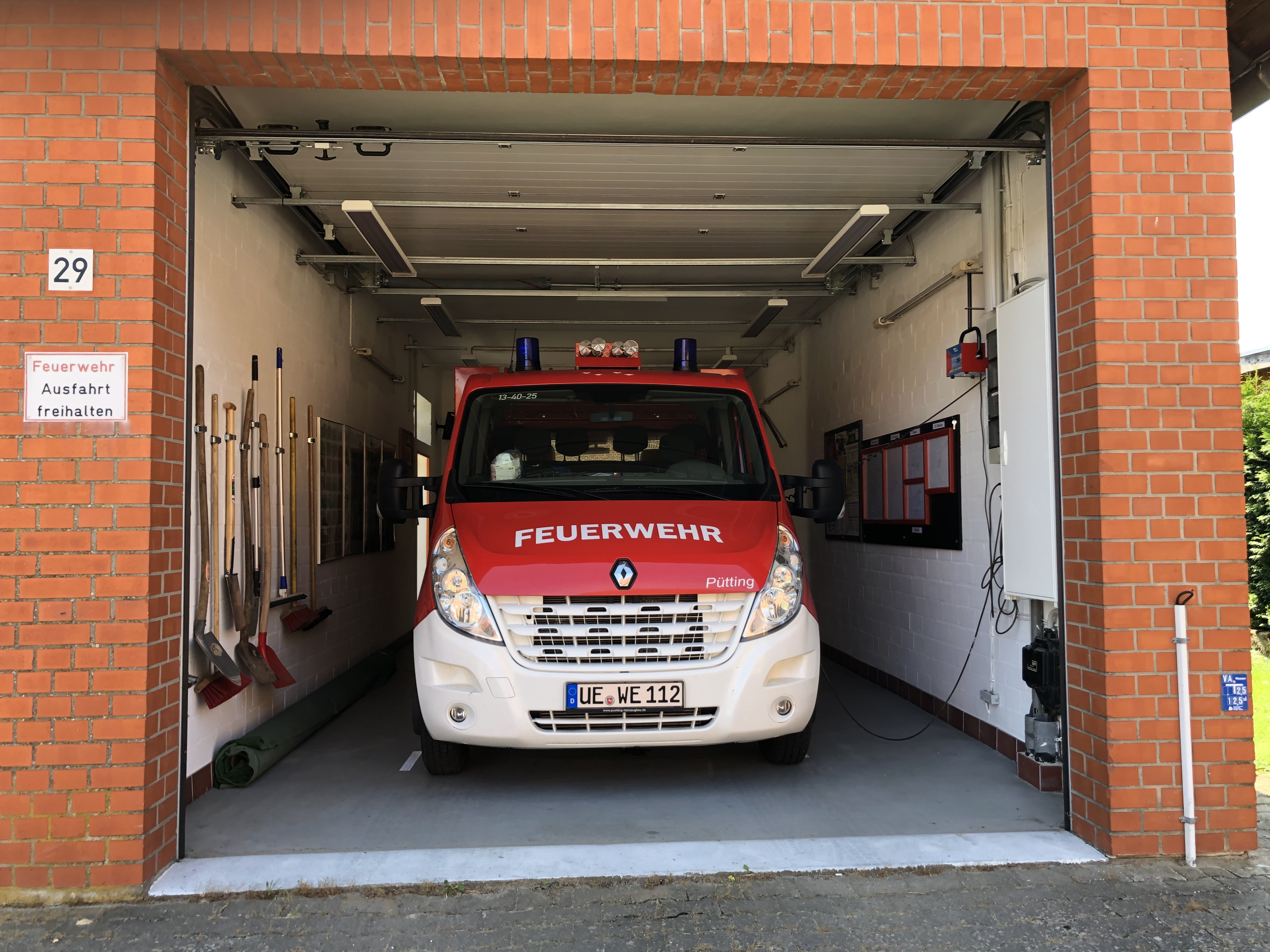
Feuerwehrhaus
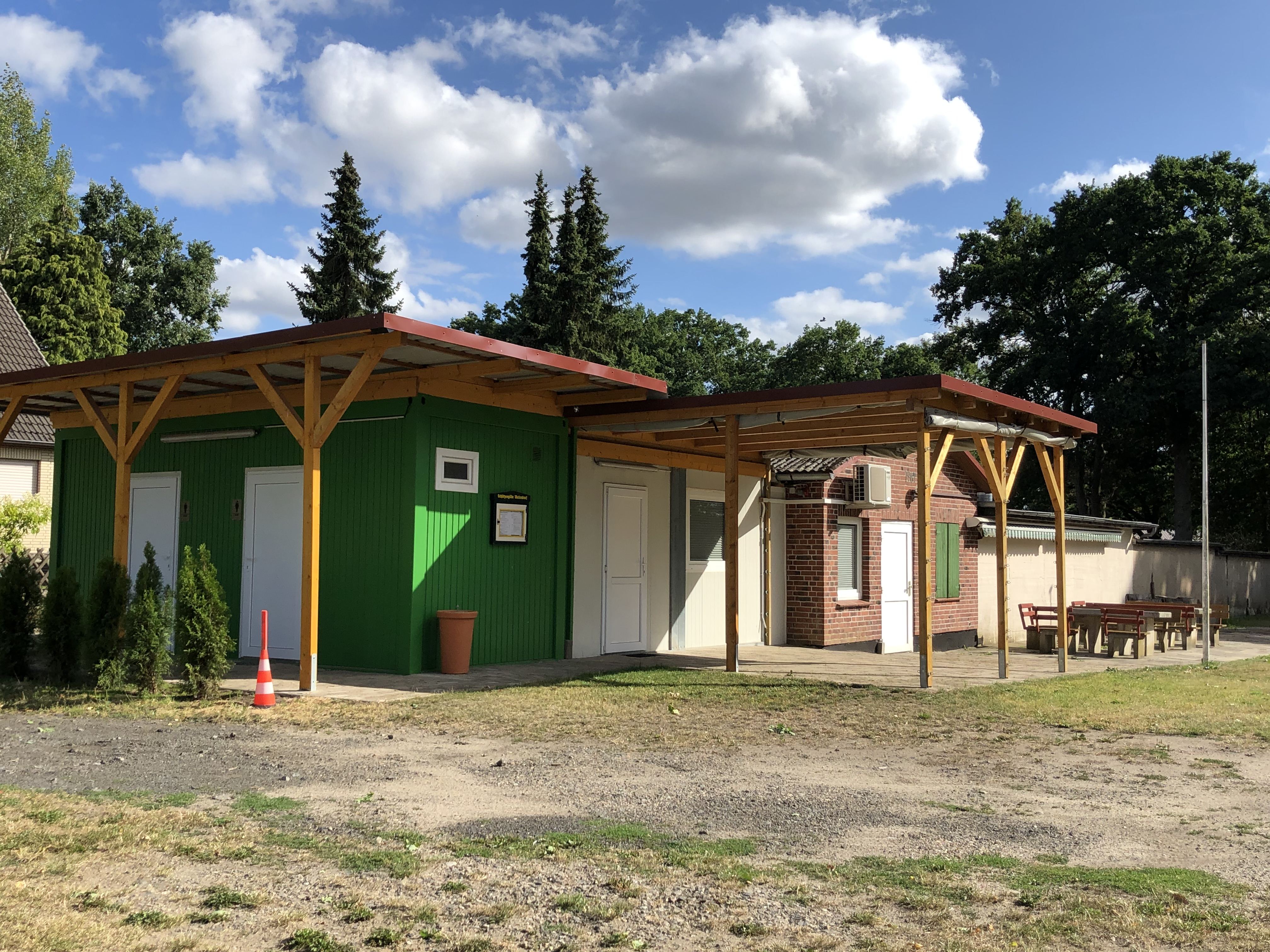
Schützengilde Schützenheim mit Schießstand
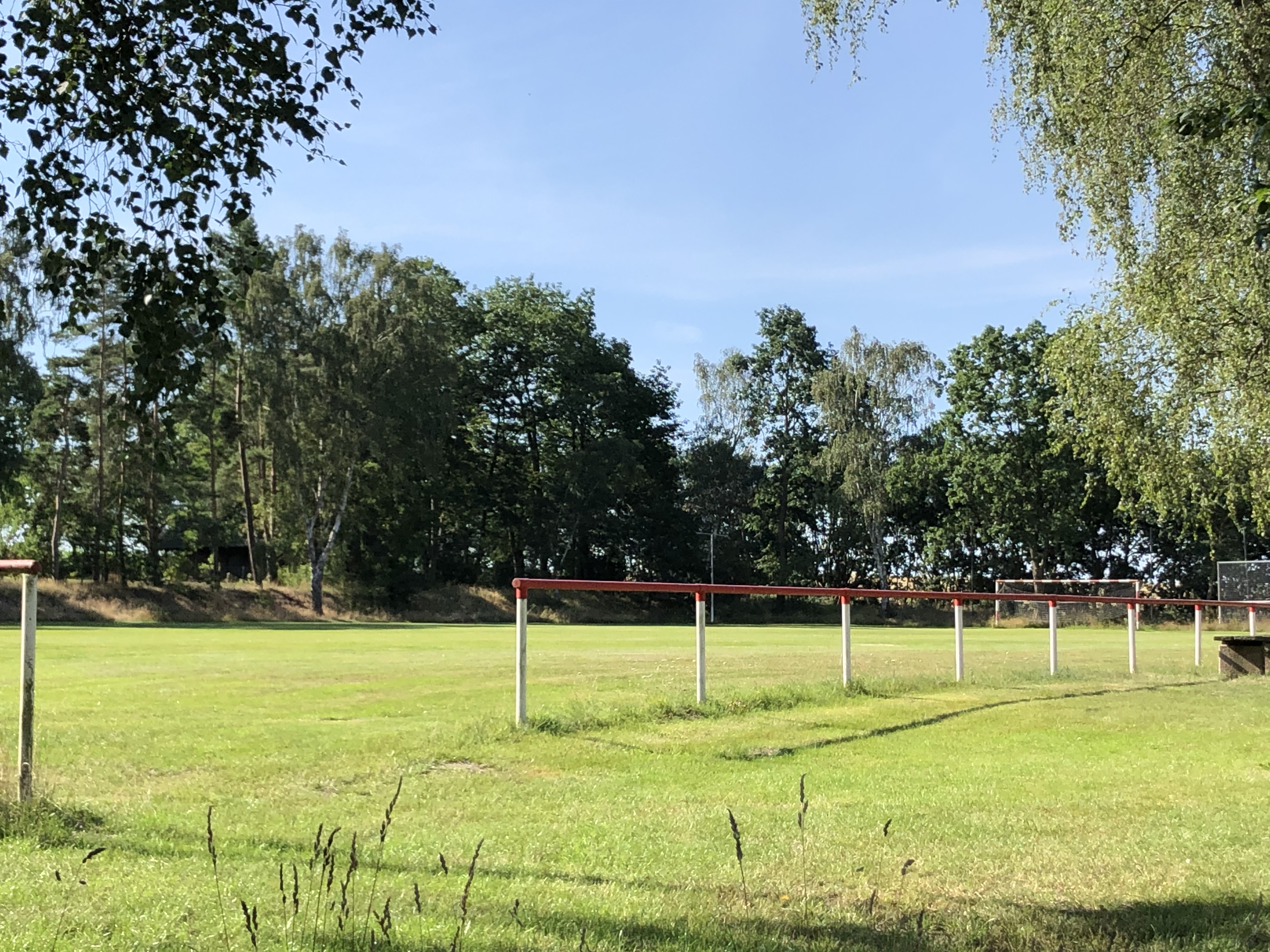
Sportverein Sportplatz
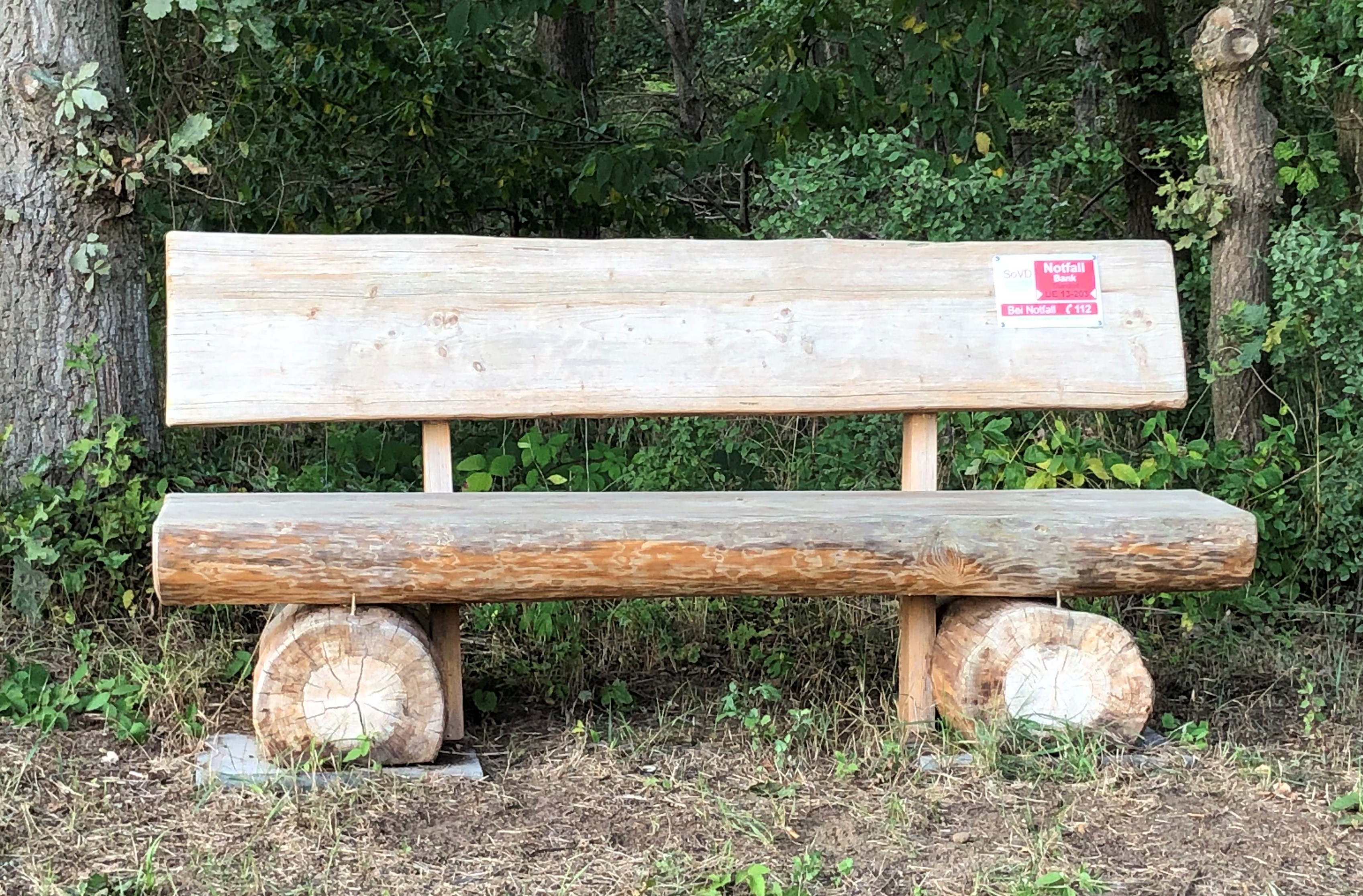
SoVD Notfall-Bank

## Land-, Forst- und Fischereiwirtschaft und Jagdausübung
Die Gemarkung Wellendorf ist überwiegend durch die Landwirtschaft geprägt. In der Ortschaft sind vier landwirtschaftliche Betriebe angesiedelt. Zwei Betriebe bewirtschaften ihre Flächen konventionell, die beiden anderen Betriebe betreiben ökologischen Landbau.
Der Wellendorfer Forst befindet sich im Privatbesitz. Der Forstfläche wurde Anfang des 21. Jahrhunderts je nach Bodenart in einzelne schmale Streifen unter den damaligen landwirtschaftlichen Betrieben gleichmäßig aufgeteilt. Diese Aufteilung trägt heute zum Erhalt des Wellendorfer Forstes bei.
Vier Fischteiche befinden sich in der Gemarkung Wellendorf. Die Fischzucht wird nicht betrieben.
Die Jagdgenossenschaft Wellendorf vertritt die Grundeigentümer der fast 500 Hektar großen Flächen in der Gemarkung Wellendorf. Das Jagdrecht für die Gemeinschaftsjagd konnte von der Jagdgenossenschaft im Kreis der eigenen Jagdgenossen verpachtet werden.

## Wirtschaft und Gewerbe
Wellendorf ist Gewerbe-Standort u. a. von einem Betrieb für Innenausbau, Trockenbau und Altbausanierung, Bürgerwindpark Wellendorf mit 2 Anlagen, Erneuerbare Energien mehrere Photovoltaikanlagen auf Wohn- und Betriebsgebäuden, Sanitär-, Heizungs-, Klima-Meisterbetrieb sowie Werkzeugmachermeister (Metallbau und Fliesenarbeiten).

## Baudenkmale
Im Verzeichnis der Baudenkmale sind für Wellendorf drei bauliche Anlagen eingetragen. Eine Scheune, ein Gasthaus und ein Wohn-/Wirtschaftsgebäude.

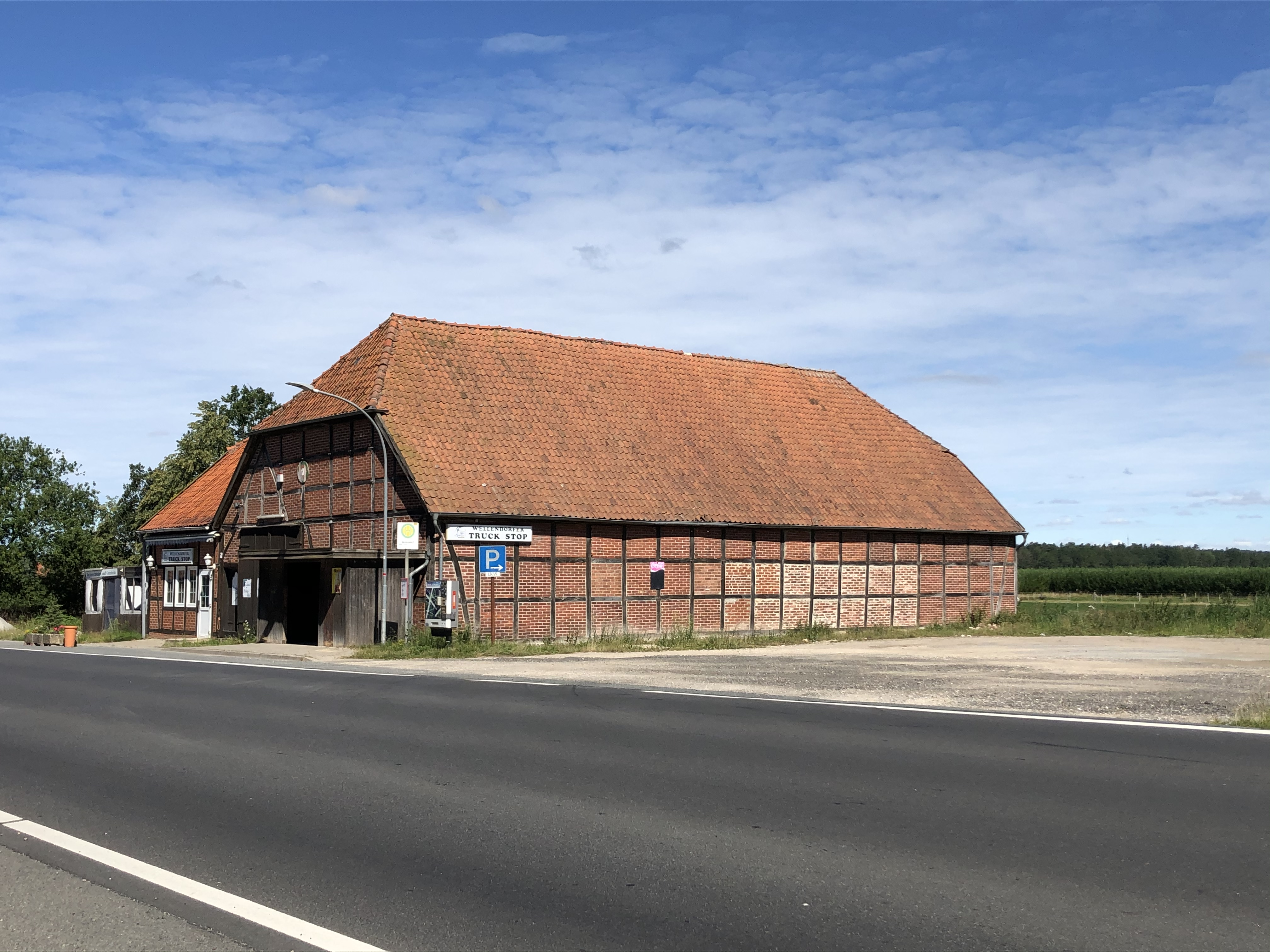
Vierständerbau mit Vorschauer unter Halbwalmdach in Ziegelpfannendeckung
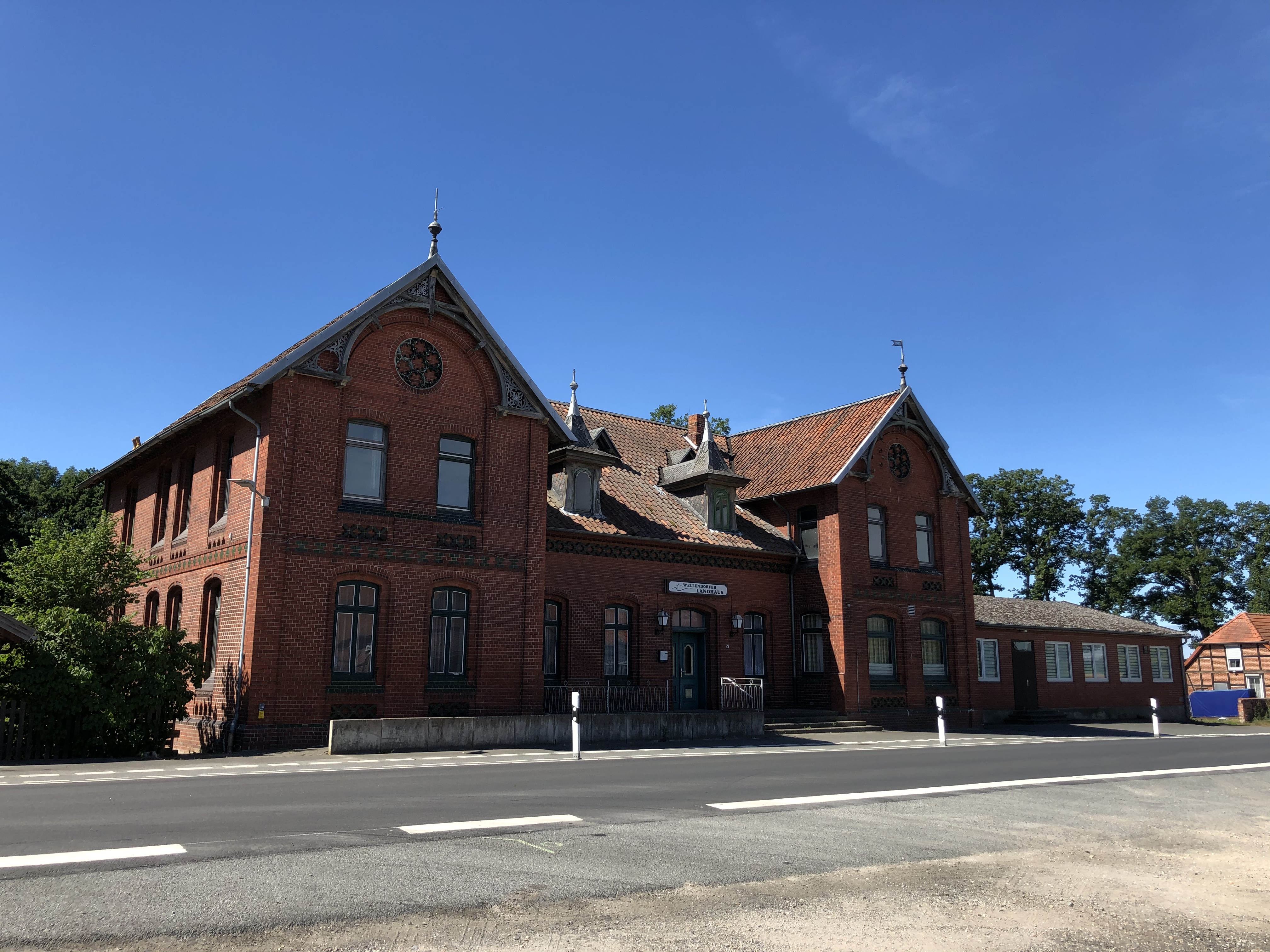
Ziegelsichtmauerwerk unter Satteldächern in Ziegelpfannendeckung
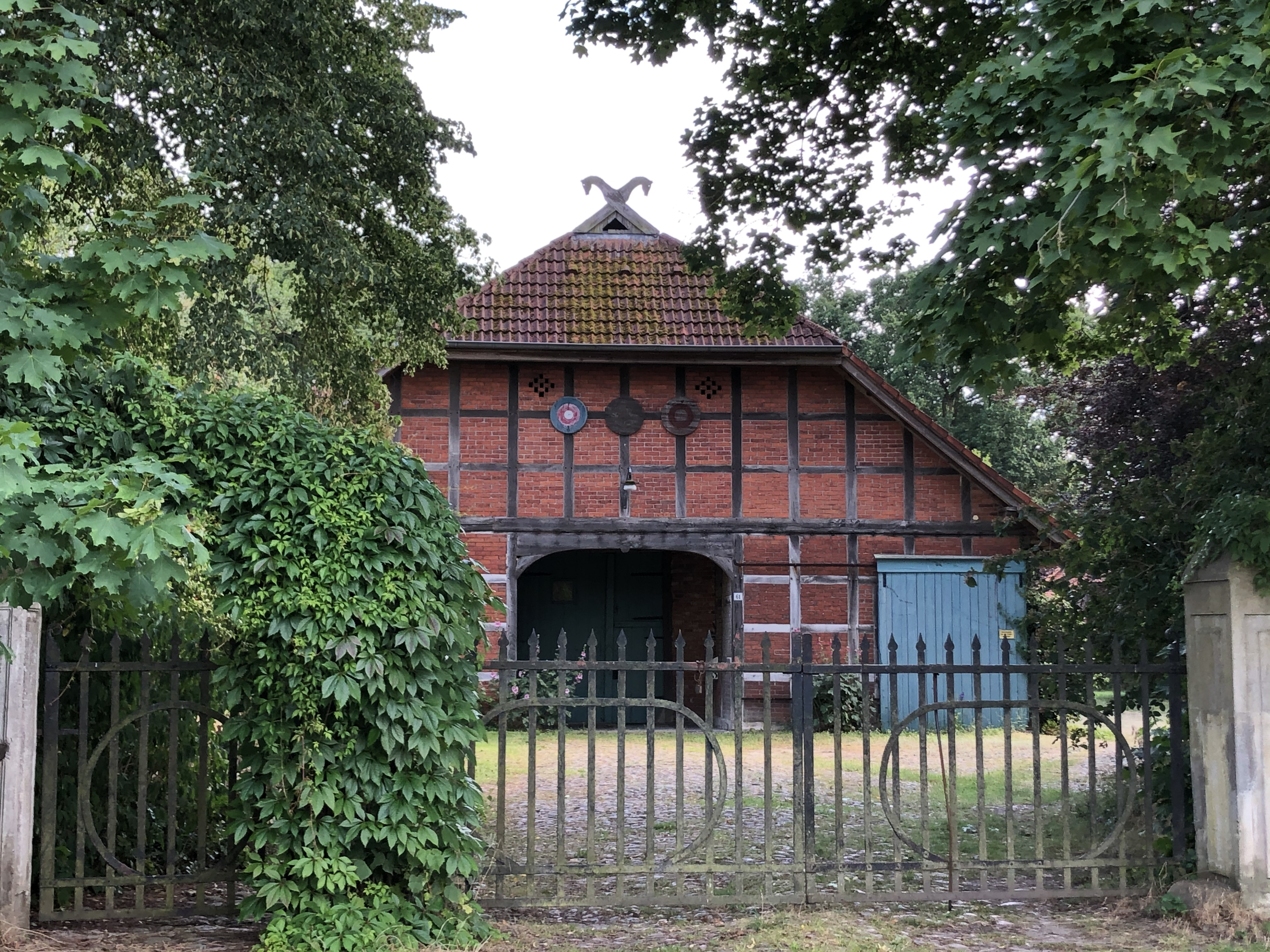
Fachwerkbau unter Halbwalmdach in Pfannendeckung

## Belege
1. ↑  Statistisches Bundesamt (Hrsg.): Historisches Gemeindeverzeichnis für die Bundesrepublik Deutschland. Namens-, Grenz- und Schlüsselnummernänderungen bei Gemeinden, Kreisen und Regierungsbezirken vom 27. 5. 1970 bis 31. 12. 1982. W. Kohlhammer GmbH, Stuttgart/Mainz 1983, ISBN 3-17-003263-1, S. 238.
2. ↑  NLWKN: Naturschutzgebiet "Schwarzes Moor bei Gavendorf". Abgerufen am 12. Januar 2024.
3. ↑  geonames.org.
4. ↑  J. F. Böhmer, Regesta Imperii (Hrsg.): Die Regesten des Kaiserreiches unter Heinrich II 1002-1024. 1971, S. 920–921.
5. ↑  Dorfgemeinschaft Wellendorf (Hrsg.): Vuiganthorp 1006 Wellendorf 2006 – Festschrift zur 1000-Jahr-Feier. Wellendorf 2006.
6. ↑  Dorfgemeinschaft Wellendorf (Hrsg.): Vuiganthorp 1006 Wellendorf 2006 – Festschrift zur 1000-Jahr-Feier. Wellendorf 2006, S. 7.
7. ↑  Heideregion Uelzen: ADFC RadReiseRegion Uelzen. Abgerufen am 12. Januar 2024.
8. ↑  Landkreis Uelzen: Bus & Bahn (ÖPNV): Liniennetz und Busfahrplan im Landkreis Uelzen. Abgerufen am 12. Januar 2024.
9. ↑  Allgemeine Zeitung der Lüneburger Heide: Wellendorf: Neuer Anstrich fürs Buswartehäuschen. Abgerufen am 13. März 2021.
10. ↑  Wasserversorgungs-Zweckverband Landkreis Uelzen: Wasserwerk Stadensen II. Abgerufen am 12. Januar 2024.
11. ↑  Landkreis Uelzen: Abfallwirtschaftbetrieb des Landkreis Uelzen. Abgerufen am 13. März 2021.
12. ↑  Landkreis Uelzen: Glasfaser. Abgerufen am 19. Juli 2021.
13. ↑  LüneCom: Glasfaser. Abgerufen am 19. Juli 2021.
14. ↑  Deutsche Post: Postfiliale Rosche. Abgerufen am 13. März 2021.
15. ↑  Gemeinde Suhlendorf: Hauptsatzung der Gemeinde Suhlendorf vom 19.12.2011. (PDF) Abgerufen am 12. Januar 2024.
16. ↑  CJD Kindertagesstätte Suhlendorf. Abgerufen am 13. März 2021.
17. ↑  Marien-Kirchengemeinde Suhlendorf: Kinder- und Jugendarbeit. Abgerufen am 12. Januar 2024.
18. ↑  Jugendzentrum Suhlendorf: Lebensraum Diakonie. Abgerufen am 13. März 2021.
19. ↑  Samtgemeinde Rosche: Grundschule Suhlendorf. Abgerufen am 12. Januar 2024.
20. ↑  Landkreis Uelzen: Wegweiser für die schulische Zukunft. (PDF) Abgerufen am 13. März 2021.
21. ↑  Ostfalia Hochschule für angewandte Wissenschaften. Abgerufen am 13. März 2021.
22. ↑  Krankenhaus Helios Uelzen. Abgerufen am 13. März 2021.
23. ↑  Seniorenportal Uelzen: Alten- und Pflegeheim in Suhlendorf. Abgerufen am 12. Januar 2024.
24. ↑  Marien-Kirchengemeinde Suhlendorf. Abgerufen am 13. März 2021.
25. ↑  Samtgemeinde Rosche: Satzung über das Friedhofs- und Bestattungswesen der Samtgemeinde Rosche vom 07.05.2015. (PDF) Abgerufen am 12. Januar 2024.
26. ↑  Samtgemeinde Rosche: Feuerwehr Wellendorf. Abgerufen am 12. Januar 2024.
27. ↑  Samtgemeinde Rosche: Schützengilde Wellendorf von 1924 e.V. Abgerufen am 12. Januar 2024.
28. ↑  Schützengilde Wellendorf von 1924 e. V.: Internetseite. Abgerufen am 13. März 2021.
29. ↑  Samtgemeinde Rosche: Sportverein Rot-Weiß Wellendorf von 1946 e.V. Abgerufen am 12. Januar 2024.
30. ↑  Samtgemeinde Rosche: SoVD Ortsverband Wellendorf e.V. Abgerufen am 12. Januar 2024.
31. ↑  SoVD Ortsverband Wellendorf e. V. Internetseite. Abgerufen am 13. März 2021.
32. ↑  Samtgemeinde Rosche: MSC Team Tape e.V. Abgerufen am 12. Januar 2024.
33. ↑  MSC Team Tape e. V.: Facebookseite. Abgerufen am 13. März 2021.
34. ↑  MSC BücherBus im Landkreis Uelzen e. V. Abgerufen am 13. März 2021.
35. ↑  Allgemeine Zeitung der Lüneburger Heide: Schnorrertour in Wellendorf vom 25.02.2020.
36. ↑  Gemeindebrief Suhlendorf Dez. 2020 – Febr. 2021, S. 25. Abgerufen am 15. März 2021.
37. ↑  General-Anzeiger: Das Wunder der Weihnacht vom 30.11.2019.
38. ↑  Jagdgenossenschaft Wellendorf: Jagdpachtvertrag über den gemeinschaftlichen Jagdbezirk Wellendorf.
39. ↑  Denkmaltopograhie Bundesrepublik Deutschland: Baudenkmale in Niedersachsen (Band 27): Landkreis Uelzen. Abgerufen am 13. März 2021.